# ساترلند شایر
ساترلند شایر (به انگلیسی: Sutherland Shire) یک منطقهٔ مسکونی در استرالیا است که در نیو ساوت ولز واقع شده‌است.